# South African Air Force
Die Südafrikanische Luftwaffe (engl.: South African Air Force, abgekürzt SAAF) ist die Luftstreitmacht der Streitkräfte der Republik Südafrika und die mit am besten ausgerüstete südlich der Sahara.

## Geschichte

Kokarde von 1927 bis 1947

Kokarde von 1947 bis 1957

Kokarde von 1994 bis 2003

Die Ursprünge der heutigen Südafrikanischen Luftstreitkräfte reicht zurück in das Jahr 1912, als es zur Aufstellung eines Aviation Corps kam. Während des Ersten Weltkrieges jedoch kam südafrikanisches Flugpersonal hauptsächlich beim Royal Flying Corps (RFC) des damaligen britischen Mutterlandes zum Einsatz. Das erfolgreichste südafrikanische „As“ war Andrew Frederick Weatherby Beauchamp Proctor, einer der erfolgreichsten Piloten des RFC überhaupt.
Kurz nach dem Ende der Kampfhandlungen wurden die Luftstreitkräfte am 1. Februar 1920 in South African Air Force umbenannt. Bereits zwei Jahre nach ihrer Gründung wurden sie bei Unruhen weißer Minenarbeiter erstmals operativ eingesetzt.
Im Rahmen der sich verschlechternden politischen Großwetterlage ab Mitte der 1930er-Jahre kam es zu einem deutlichen Ausbau der Streitkraft, gleichwohl traf der Ausbruch des Zweiten Weltkrieges in Europa die SAAF relativ unvorbereitet.
Wiederum leistete Südafrika einen bedeutenden Beitrag zu den Kriegsanstrengungen in allen Teilen des British Empire. Das weit von den Kriegsschauplätzen entfernte Südafrika sah in der Folge eine massive Ausweitung insbesondere des Trainingsflugbetriebes. Im September 1941, kurz vor Ausweitung des Krieges in den Pazifik, zählte man 38 Flugschulen und knapp 1.800 Flugzeuge insgesamt in Diensten der SAAF. Neben der Verteidigung des südlichen Afrikas (U-Boot-Krieg) spielte die SAAF eine bedeutende Rolle bei den Kämpfen in Nordafrika gegen das Afrikakorps und war darüber hinaus vorwiegend in Europa eingesetzt.
Die ersten Einsätze nach dem Krieg war die Abstellung von 20 Besatzungen an die RAF im Rahmen der Berliner Luftbrücke und kurz nach deren Ende wurde die noch heute aktive 2. Squadron im Koreakrieg dem 18. Fighter Bomber Wing der US Air Force (USAF) unterstellt, wo sich viele ihrer Piloten amerikanische Auszeichnungen erwarben.
Während dieser Zeit, 1951, kam es, wenige Jahre nach Gründung der unabhängigen USAF, auch in Südafrika zur Unabhängigkeit der SAAF innerhalb der Union Defence Force (UDF). 1958 wurde die SAAF Teil der South African Defence Force. In den 1950er-Jahren kam es später zu einer Verkleinerung und Anfang der 1960er-Jahre mit Gründung der Republik Südafrika zu einer weiteren Umorganisation in drei aufgabenspezifische Groups, ähnlich der Struktur der RAF, für Einsätze über Land und über See sowie Wartung.
Inzwischen war die Apartheidpolitik etabliert und in Folge dieser wurde Südafrika mehr und mehr politisch isoliert und sah sich schließlich mit einem UN-Waffenembargo konfrontiert. Ab Mitte der 1960er- bis Ende der 1980er-Jahre unterstützte die SAAF regelmäßig die Armee in den diversen Kriegen und Konflikten im anfangs noch portugiesischen Angola und im damals von Südafrika verwalteten heutigen Namibia. Auf Grund des gegen Südafrika verhängten Embargos mussten Flugzeuge und Hubschrauber (z. B. Atlas Cheetah, Atlas Oryx oder Denel AH-2 Rooivalk) aus bereits im Einsatz befindlichen Mustern weiter bzw. neu entwickelt werden.
Nach dem Ende der Apartheid und den ersten allgemeinen Wahlen 1994 wurde die SAAF Bestandteil der South African National Defence Force und sowohl in der Ausrüstung als auch der Mannschaftsstärke erheblich eingeschränkt. Nun kam jedoch wieder neue moderne Ausrüstung ins Land.
Die Südafrikanische Luftwaffe hatte um 2024 ernsthafte Budget-Probleme. Wegen nicht ausgeführter Reparaturen waren zeitweise nur zwei Gripen und drei Hawks flugtauglich.

## Aktuelle Ausrüstung

### Flugzeuge

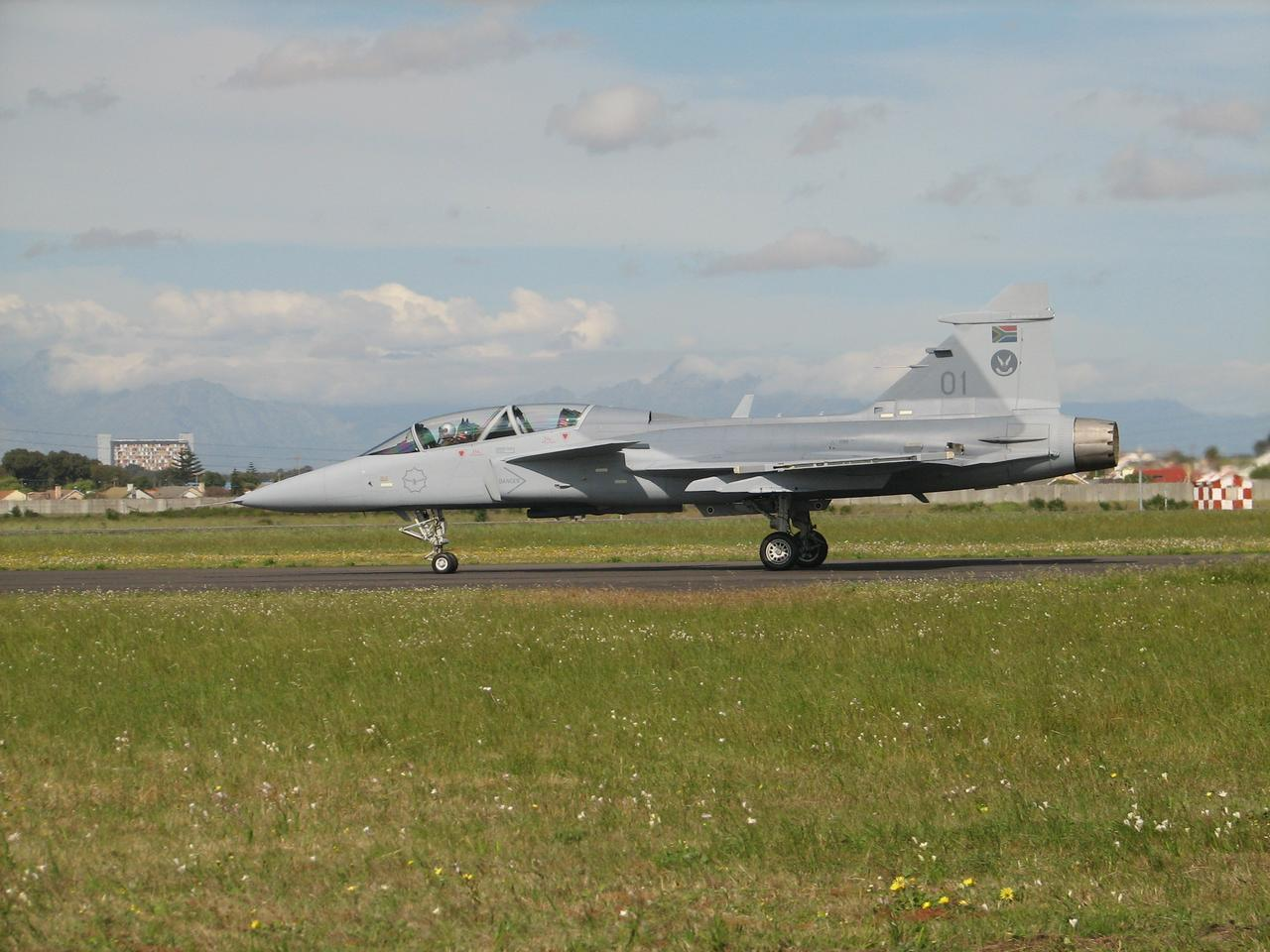
Gripen der SAAF in Kapstadt

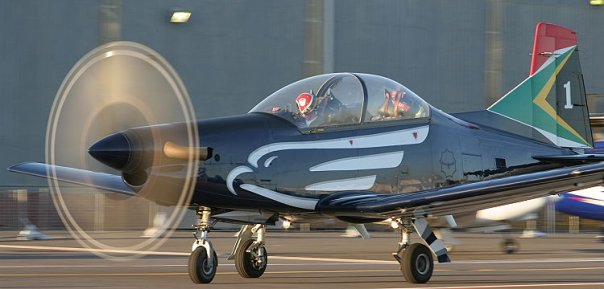
PC-7 Mk II der Silver-Falcons-Kunstflugstaffel der SAAF

Stand: Ende 2020
| Luftfahrzeuge                            | Herkunft               | Verwendung                                                | Version                   | Aktiv          | Bestellt       | Anmerkungen |                |
| Kampfflugzeuge                           | Kampfflugzeuge         | Kampfflugzeuge                                            | Kampfflugzeuge            | Kampfflugzeuge | Kampfflugzeuge | Kampfflugzeuge | Kampfflugzeuge |
| ---------------------------------------- | ---------------------- | --------------------------------------------------------- | ------------------------- | -------------- | -------------- | --- | -------------- |
| Saab JAS 39 Gripen                       | Schweden               | Mehrzweckkampfflugzeug Schulflugzeug                      | Gripen C Gripen D         | 17 9           |                | |                |
| Transport-, Missions- und Schulflugzeuge |                        |                                                           |                           |                |                | |                |
| Cessna 208                               | Vereinigte Staaten     | Elektronische Kampfführung Transportflugzeug              |                           | 1 7            |                | |                |
| Douglas DC-3                             | Vereinigte Staaten     | Elektronische Kampfführung Seeaufklärer Transportflugzeug |                           | 1 5 3          |                | Im Jahr 2024 wurden die letzten 8 Maschinen der 35sten Staffel ausgemustert, sie waren allerdings schon zwei Jahre nicht mehr geflogen worden. |                |
| Lockheed C-130 Hercules                  | Vereinigte Staaten     | Transportflugzeug                                         | C-130B                    | 5              |                | |                |
| CASA C-212 Aviocar                       | Spanien                | Transportflugzeug                                         |                           | 2              |                | |                |
| King Air                                 | Vereinigte Staaten     | Verbindungsflugzeug                                       | King Air 200 King Air 300 | 4              |                | |                |
| Pilatus PC-12                            | Schweiz                | VIP-Transportmaschine                                     |                           | 1              |                | |                |
| BAE Hawk                                 | Vereinigtes Königreich | Schulflugzeug                                             | Hawk 120                  | 23             |                | |                |
| Pilatus PC-7                             | Schweiz                | Schulflugzeug                                             | PC-7 MkII Turbo Traine    | 56             |                | |                |

### Hubschrauber

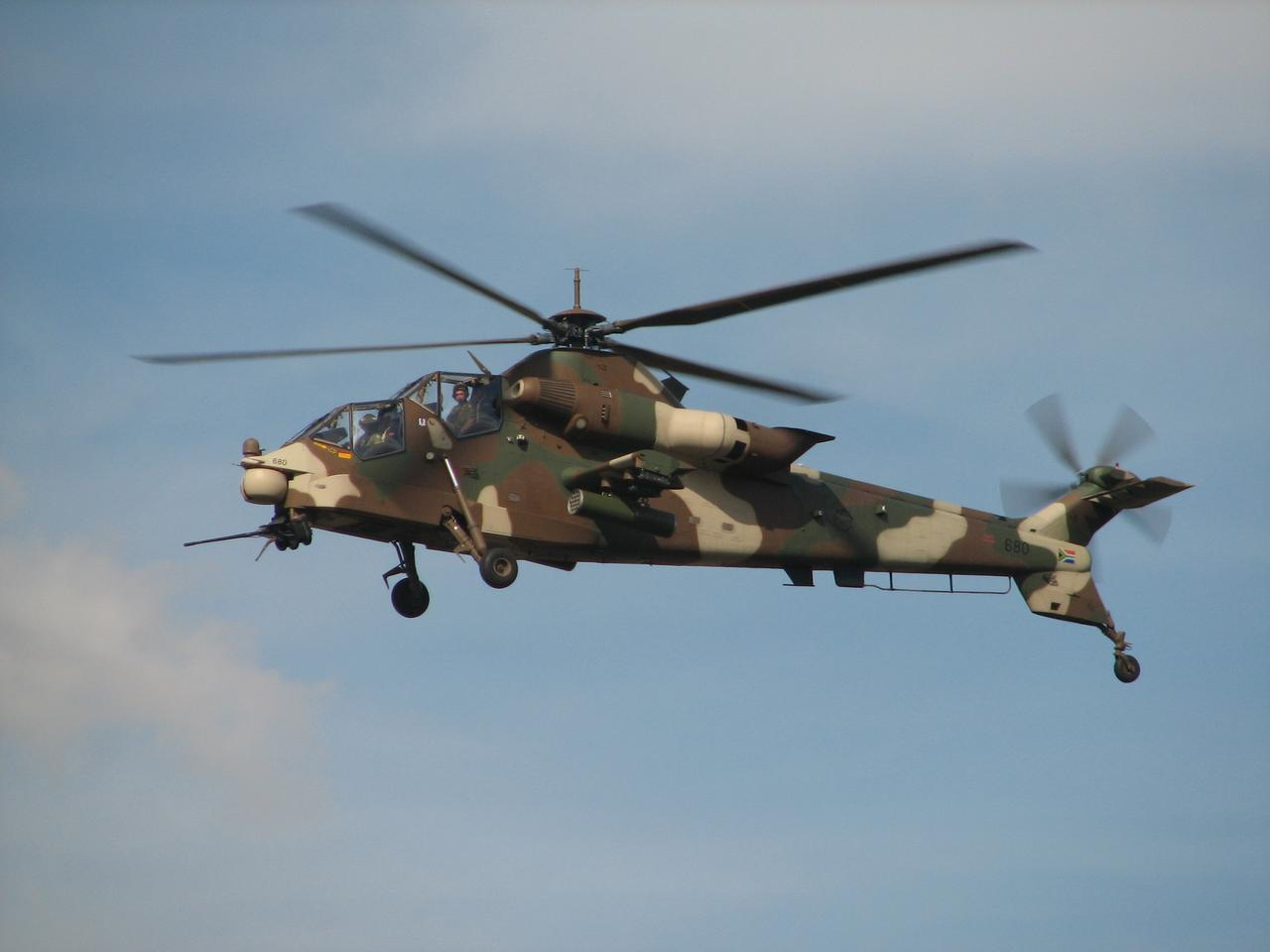
Rooivalk der SAAF

Stand: Ende 2020
| Luftfahrzeuge        | Herkunft    | Verwendung                     | Version | Aktiv | Bestellt | Anmerkungen |
| -------------------- | ----------- | ------------------------------ | ------- | ----- | -------- | ----------- |
| AgustaWestland AW109 | Italien     | Leichter Mehrzweckhubschrauber |         | 25    |          |             |
| MBB/Kawasaki BK 117  | Deutschland | Verbindungshubschrauber        |         | 6     |          |             |
| Atlas Oryx           | Südafrika   | mittlere Transporthubschrauber |         | 44    |          |             |
| Denel AH-2 Rooivalk  | Südafrika   | Kampfhubschrauber              |         | 12    |          |             |

### Raketen
- Kentron V3 – wärmesuchende Luft-Luft-Raketen kurzer Reichweite
- Kentron V4 R-Darter – radargelenkte Luft-Luft-Raketen mittlerer Reichweite

## Luftwaffenstützpunkte

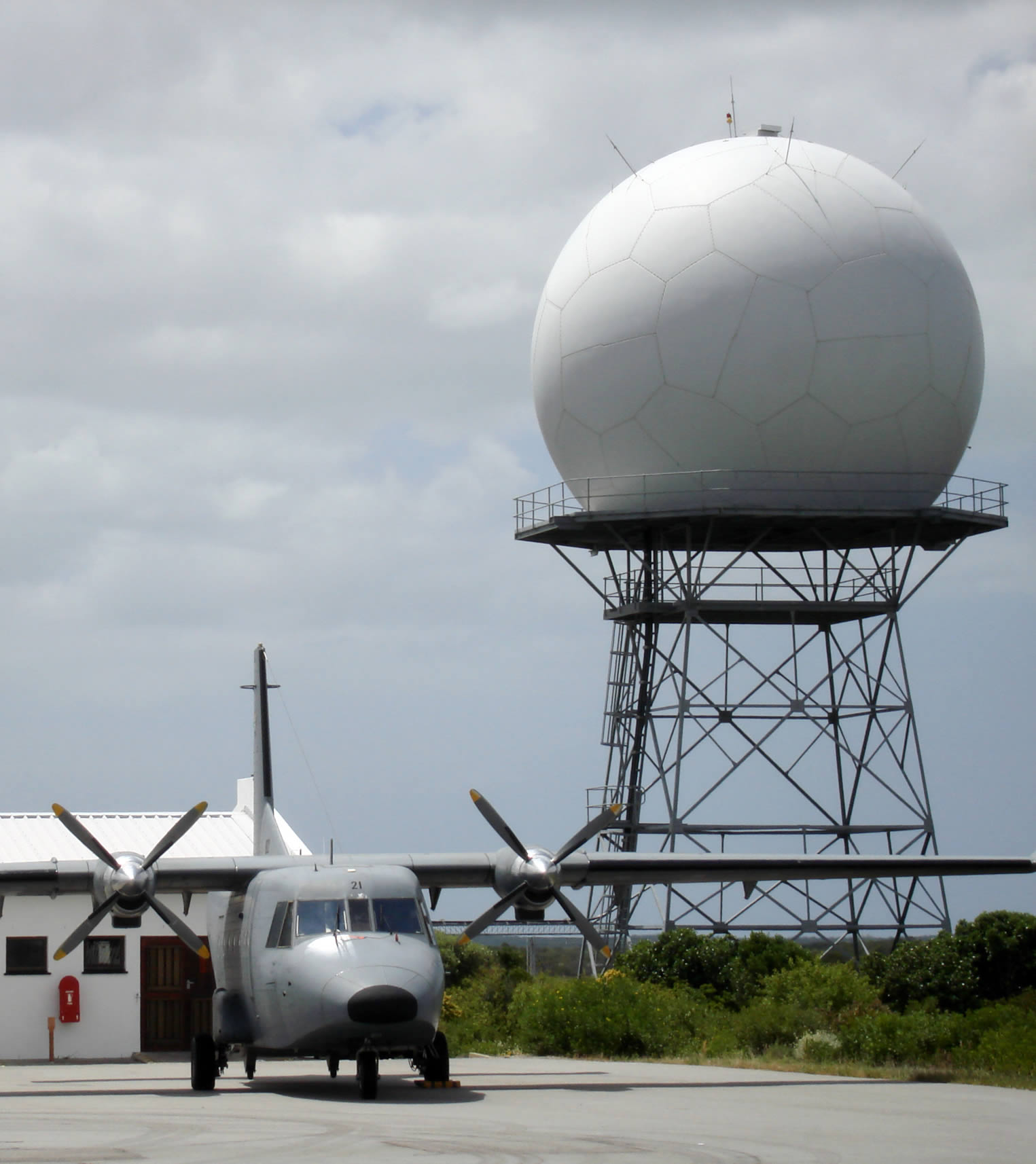
AFB Overberg mit C-212

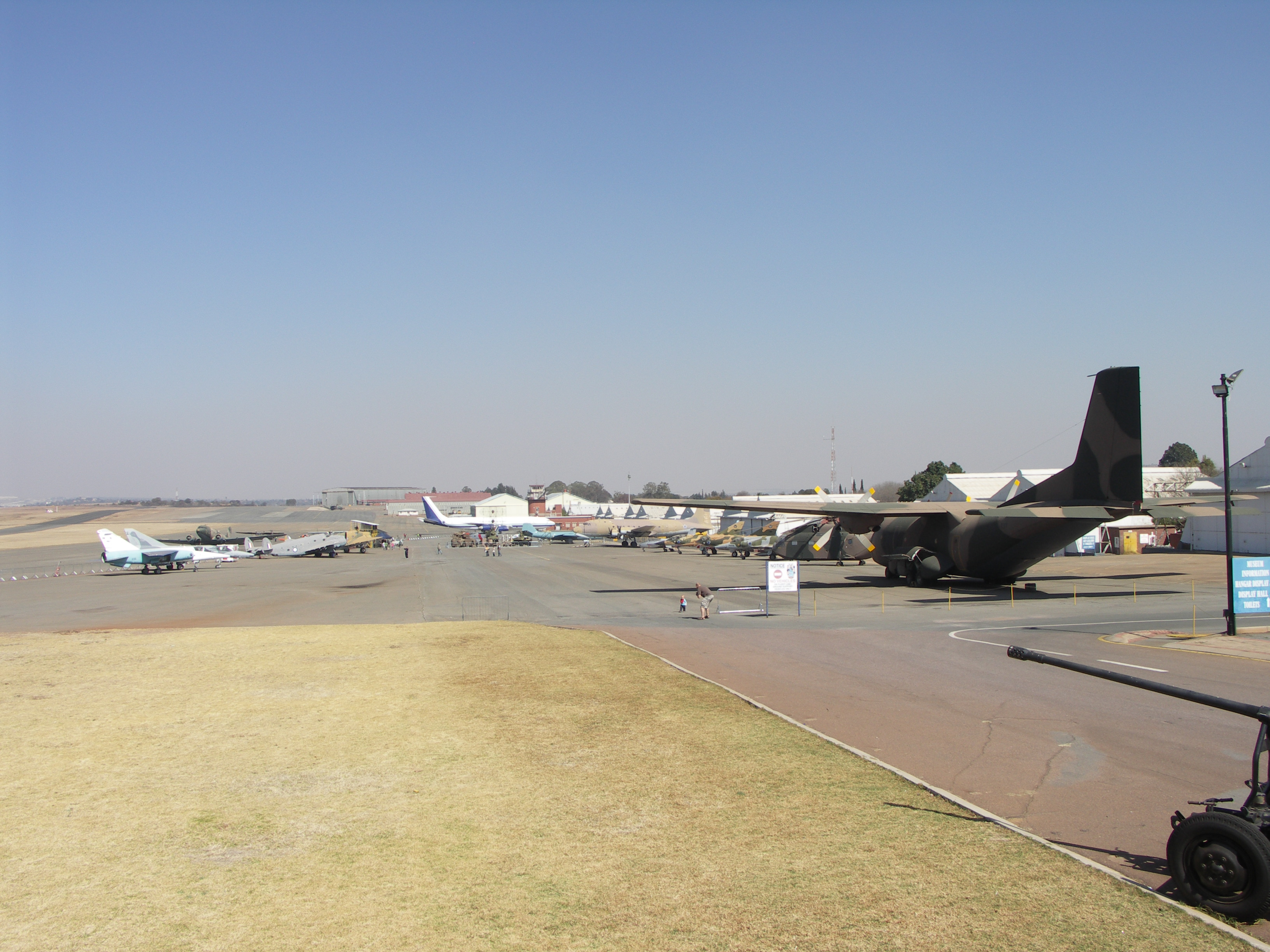
AFB Swartkop mit C-160

Die größeren Militärflugplätze bezeichnet die SAAF als Air Force Base (AFB), daneben gibt es die kleinere Air Force Stations. Bei den Plätzen im Folgenden sind in der Regel lediglich die aktiven fliegenden Einheiten und ihre Einsatzmuster aufgeführt.
- AFB Bloemspruit, Bloemfontein, Provinz Freistaat, Stützpunkt von Kampf- und Schulungshubschraubern bei der 16. Squadron (Rooivalk) und der 87. Helicopter Flying School (verschiedene Typen)
- AFB Durban, Durban, Provinz KwaZulu-Natal, Stützpunkt von zwei SAR-Hubschraubern (Atlas Oryx) bei der 15 Squadron (soll von einer Air Force Base zu einer Air Force Station heruntergestuft werden)
- AFB Hoedspruit, Hoedspruit, Provinz Limpopo, Stützpunkt von Verbindungshubschraubern bei der 19. Squadron (Alouette III, Oryx)
- AFB Langebaanweg, Langebaan, Provinz Westkap, Schulungsbasis mit der Central Flying School (PC-7)
- AFB Makhado, Louis Trichardt, Provinz Limpopo, Haupteinsatzbasis der Kampfflugzeuge bei der 2. Squadron (Gripen) und der 85. Combat Flying School (Hawk)
- AFB Overberg, Bredasdorp, Provinz Westkap, Versuchs- und Entwicklungszentrum, internationale Gripen Fighter Weapon School (ab 2013)
- AFB Swartkop, Pretoria (wird von der AFB Waterkloof aus verwaltet), u. a. ein Standort des SAAF-Museums (siehe Foto)
- AFB Waterkloof, Pretoria, Provinz Gauteng, Haupteinsatzbasis der Transportflieger mit der 21., 28, 41, 44. und 60. Squadron (VIP-Flieger, C-130, Verbindungsflugzeuge, C-212/CN-235, 707)
- AFB Ysterplaat, Kapstadt, Provinz Westkap, Transporthubschrauber sowie Patrouillen-, Transport- bzw. Frühwarnflugzeuge bei der 22. und 35. Squadron (Oryx/Lynx, C-47) sowie ein weiterer Standort des SAAF-Museums
- AFS Port Elizabeth, Port Elizabeth, Provinz Ostkap, Stützpunkt einer Einheit der 15 Squadron, die vier SAR-Hubschraubern (BK 117) einsetzt und Heimat des Territorialen Reservegeschwaders 108 Squadron, das verschiedene zivile Leichtflugzeuge in der Rolle des Versorgungstransports bedient.